# Hardinsburg (Kentucky)
Hardinsburg és una població dels Estats Units a l'estat de Kentucky. Segons el cens del 2000 tenia 2.345 habitants.

## Demografia
Segons el cens del 2000, Hardinsburg tenia 2.345 habitants, 964 habitatges, i 583 famílies. La densitat de població era de 254,3 habitants/km².
Dels 964 habitatges en un 25,1% hi vivien nens de menys de 18 anys, en un 43,8% hi vivien parelles casades, en un 13,4% dones solteres, i en un 39,5% no eren unitats familiars. En el 36,8% dels habitatges hi vivien persones soles el 19,1% de les quals corresponia a persones de 65 anys o més que vivien soles. El nombre mitjà de persones vivint en cada habitatge era de 2,19 i el nombre mitjà de persones que vivien en cada família era de 2,83.
Per edats la població es repartia de la següent manera: un 20,3% tenia menys de 18 anys, un 10,3% entre 18 i 24, un 25,4% entre 25 i 44, un 23,6% de 45 a 60 i un 20,4% 65 anys o més.
L'edat mediana era de 40 anys. Per cada 100 dones de 18 o més anys hi havia 85 homes.
La renda mediana per habitatge era de 26.447$ i la renda mediana per família de 36.214$. Els homes tenien una renda mediana de 29.375 $ mentre que les dones 20.331$. La renda per capita de la població era de 18.307$. Entorn del 14,6% de les famílies i el 19,3% de la població estaven per davall del llindar de pobresa.

## Poblacions més properes
El següent diagrama mostra les poblacions més properes.